# Margherita Bruce
Margaret Bruce, italianizzato in Margherita Bruce o Margherita di Scozia (1320 circa – 1346 circa), è stata una principessa scozzese.

## Biografia
Era la figlia maggiore del secondo matrimonio di re Roberto I di Scozia con Elizabeth de Burgh. È ignota la sua data di nascita, ma basandosi sulle nascite piuttosto tardive dei fratelli minori nel regno del padre è possibile ipotizzare una sua venuta al mondo attorno al 1320.
Si sposò nel 1345 con William de Moravia, V conte di Sutherland dopo aver ricevuto la dispensa papale ben tre anni prima. Insieme ebbero un unico figlio, John, e secondo Giovanni di Fordun Margherita morì dandolo alla luce.
Il fratello di Margherita, re Davide II di Scozia, non avendo figli propri favorì sempre il nipote John come erede al trono scozzese, in quanto unico discendente maschio (anche se per via femminile) del clan Bruce. La sua morte prematura nel 1361 lo spinse tuttavia, in mancanza di altri parenti diretti, a nominare suo erede l'altro nipote Robert Stewart, figlio della sorellastra Marjorie Bruce.

## Ascendenza
|                                       |                 |                         | Genitori                                 |  |  | Nonni |  |  | Bisnonni                             |  |  | Trisnonni                             |  |
|                                       |                 |                         |                                          |  |  |       |  |  | Robert Bruce, V Signore di Annandale |  |  | Robert Bruce, IV Signore di Annandale |  |
|                                       |                 |                         |                                          |  |  |       |  |  | Robert Bruce, V Signore di Annandale |  |  | Robert Bruce, IV Signore di Annandale |  |
|                                       |                 | Isobel di Huntingdon    |                                          |  |  |       |  |  | Robert Bruce, V Signore di Annandale |  |  |                                       |  |
| Robert Bruce, VI signore di Annandale |                 |                         |                                          |  |  |       |  |  | Robert Bruce, V Signore di Annandale |  |  |                                       |  |
|                                       |                 | Isabella di Clare       | Gilberto di Clare, V conte di Gloucester |  |  |       |  |  |                                      |  |  |                                       |  |
|                                       |                 | Isabella di Clare       | Gilberto di Clare, V conte di Gloucester |  |  |       |  |  |                                      |  |  |                                       |  |
|                                       |                 | Isabella di Clare       | Isabella di Pembroke                     |  |  |       |  |  |                                      |  |  |                                       |  |
| Roberto I di Scozia                   |                 | Isabella di Clare       |                                          |  |  |       |  |  |                                      |  |  |                                       |  |
|                                       |                 | Niall, conte di Carrick | Donnchad, conte di Carrick               |  |  |       |  |  |                                      |  |  |                                       |  |
|                                       |                 | Niall, conte di Carrick | Donnchad, conte di Carrick               |  |  |       |  |  |                                      |  |  |                                       |  |
|                                       |                 | Niall, conte di Carrick | Avelina (forse)                          |  |  |       |  |  |                                      |  |  |                                       |  |
| Marjorie, Contessa di Carrick         |                 | Niall, conte di Carrick |                                          |  |  |       |  |  |                                      |  |  |                                       |  |
|                                       |                 | Margaret Stewart        | Walter Stewart                           |  |  |       |  |  |                                      |  |  |                                       |  |
|                                       |                 | Margaret Stewart        | Walter Stewart                           |  |  |       |  |  |                                      |  |  |                                       |  |
|                                       |                 | Margaret Stewart        | Bethoc di Angus                          |  |  |       |  |  |                                      |  |  |                                       |  |
| Margherita Bruce                      |                 | Margaret Stewart        |                                          |  |  |       |  |  |                                      |  |  |                                       |  |
|                                       | Walter de Burgh | Richard Mor de Burgh    |                                          |  |  |       |  |  |                                      |  |  |                                       |  |
|                                       | Walter de Burgh | Richard Mor de Burgh    |                                          |  |  |       |  |  |                                      |  |  |                                       |  |
|                                       | Walter de Burgh | Egidia de Lacy          |                                          |  |  |       |  |  |                                      |  |  |                                       |  |
| Richard Og de Burgh                   | Walter de Burgh |                         |                                          |  |  |       |  |  |                                      |  |  |                                       |  |
|                                       |                 | Isabel FitzJohn         | John FitzJoeffrey                        |  |  |       |  |  |                                      |  |  |                                       |  |
|                                       |                 | Isabel FitzJohn         | John FitzJoeffrey                        |  |  |       |  |  |                                      |  |  |                                       |  |
|                                       |                 | Isabel FitzJohn         | Isabella Bigod                           |  |  |       |  |  |                                      |  |  |                                       |  |
| Elizabeth de Burgh                    |                 | Isabel FitzJohn         |                                          |  |  |       |  |  |                                      |  |  |                                       |  |
|                                       |                 | John de Burgh           | Hubert de Burgh                          |  |  |       |  |  |                                      |  |  |                                       |  |
|                                       |                 | John de Burgh           | Hubert de Burgh                          |  |  |       |  |  |                                      |  |  |                                       |  |
|                                       |                 | John de Burgh           | Beatrice de Warenne                      |  |  |       |  |  |                                      |  |  |                                       |  |
| Margarithe de Burgh                   |                 | John de Burgh           |                                          |  |  |       |  |  |                                      |  |  |                                       |  |
|                                       |                 | Hawise de Lanvaley      | William III de Lanvaley                  |  |  |       |  |  |                                      |  |  |                                       |  |
|                                       |                 | Hawise de Lanvaley      | William III de Lanvaley                  |  |  |       |  |  |                                      |  |  |                                       |  |
|                                       |                 | Hawise de Lanvaley      | Maud Peche                               |  |  |       |  |  |                                      |  |  |                                       |  |
|                                       |                 | Hawise de Lanvaley      |                                          |  |  |       |  |  |                                      |  |  |                                       |  |